# Деревоточець осиковий
Деревоточець осиковий (Acossus terebra) — вид лускокрилих комах родини червиць (Cossidae).

## Поширення
Вид поширений в Європі, Західній та Північній Азії від Іспанії до Кореї..

## Опис
Розмах крил становить 55-64 мм. Передні крила темно-сірого кольору біля основи, з білувато-сірим зовнішнім полем, мають малюнок з численних тонких звивистих поперечних чорних штрихів і більш-менш цілісних темних поперечних ліній, особливо добре помітних на зовнішньому полі. Задні крила димчасто-сірого кольору, з нечітким сітчастим малюнком уздовж зовнішнього краю. Вусики у обох статей двоякогребенчасті, але у самця гребені є вузькими, довгими, паличкоподібними, у самиць - мають вигляд коротких клиноподібних відростків.

## Спосіб життя
Метелики літають з червня по серпень, активні ввечері і вночі. Самиця відкладає яйця по 1-2, рідше 3-5 штук в тріщини і різні пошкоджені місця кори. Плодючість однієї самиці досягає до 500 яєць. Стадія яйця триває близько 14-16 днів. Гусениці живляться листям осики (Populus tremula).